# حي يسلم صالح (أبين)
حي يسلم صالح هو أحد أحياء مدينة جعار في محافظة أبين اليمنية. بلغ تعداد سكانه 2797 نسمة حسب التعداد السكاني في اليمن لعام 2004.